# جبل كينيا

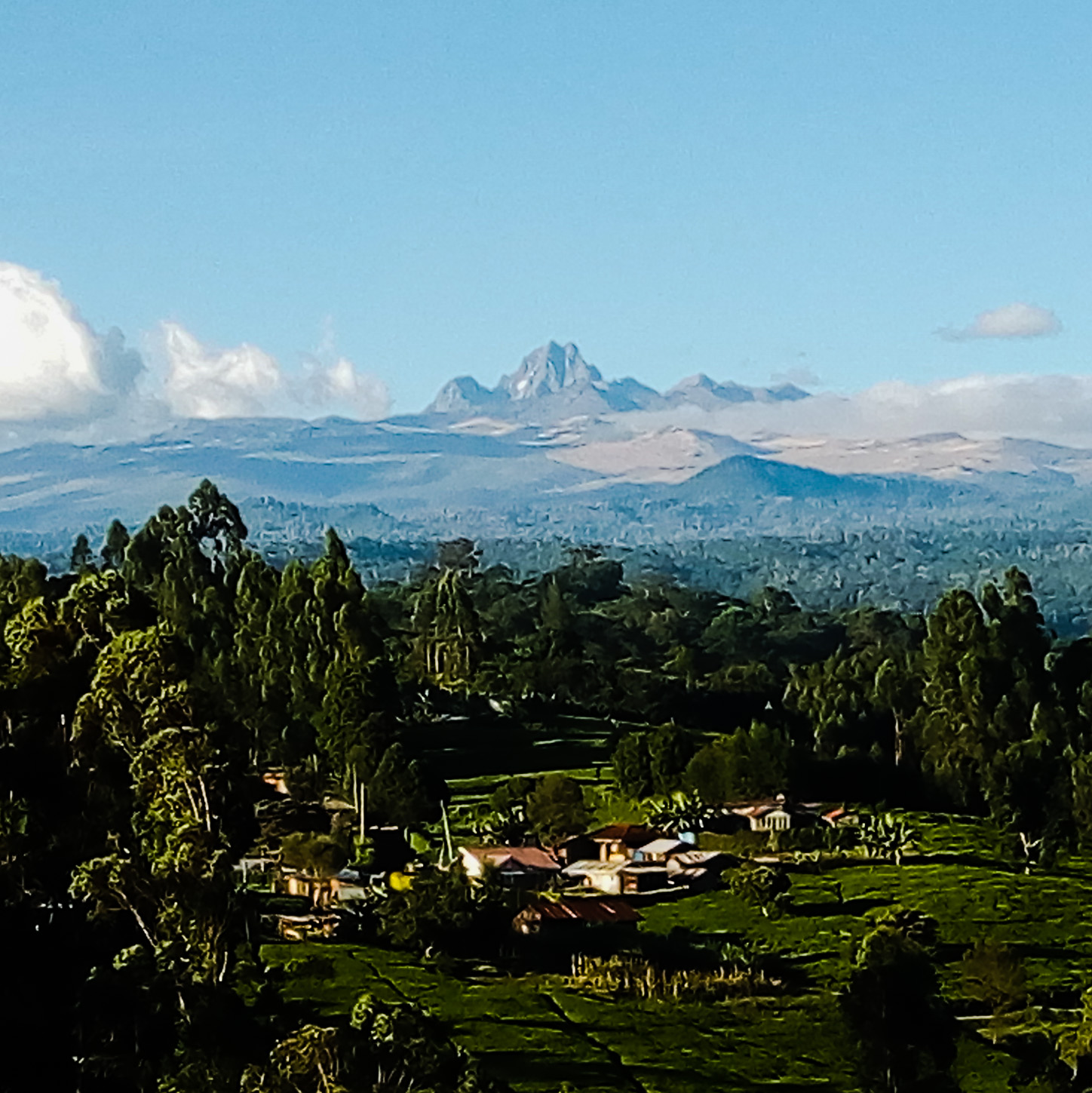
التقطت هذه الصورة من قرية في ماثيرا إيست في نيري تُظهر منظرًا جيدًا لجبل كينيا كما يراه القرويون في صباح مشمس.

جبل كينيا هو أعلى جبل في كينيا وثاني أعلى جبل في أفريقيا، بعد كيليمانجارو. وأعلى قمم الجبل هي باتيان (5,199 متر (17,057 قدم)) ونيليون (4,985 متر (16,355 قدم)) وبوينت لينانا (5,188 متر (17,021 قدم)). ويقع جبل كينيا في وسط كينيا، جنوب خط الاستواء مباشرة، على بُعد حوال 150 كيلومتر (93ميل ) شمال وشمال شرق العاصمة نيروبي. وجبل كينيا هو مصدر اسم جمهورية كينيا.
وجبل كينيا هو من نوع البركان الطبقي حيث نشأ بعد فتح تصدع شرق إفريقيا بحوالي 3 ملايين سنة.
وقبل التجلد، كان ارتفاع هذا الجبل يبلغ (7,000 متر (23,000 قدم)). وتمت تغطيته بغطاء ثلجي لآلاف السنين. وقد أدى هذا إلى وجود منحدرات متآكلة والعديد من الأودية النابعة من المركز. وهناك حاليًا حوالي 11 نهرًا جليديًا (مثلجة) صغيرًا. وتُعتبر المنحدرات التي تغطيها الغابات مصدرًا هامًا للمياه للكثير من سكان كينيا.
وهناك العديد من أنواع النباتات من القاعدة إلى القمة.ن متوطنة في جبل كينيا، مثل اللوبيلية العملاقة ونباتات الشيخة والسلالات المحلية لأرنب الصخور. وتم تخصيص مساحة 715 كـم2 (276 ميل2) حول مركز الجبل لتكون حديقة وطنية
وتم إدراجها ضمن مواقع التراث العالمي التابعة لليونسكو عام 1997م وتستقبل الحديقة أكثر من 16000 زائر سنويًا.

## كتابات أخرى
- Benuzzi F (1953). No Picnic on Mount Kenya. Lyons Press. ISBN:978-1-59228-724-6.
- Fadiman J. (1993). When We Began, There Were Witchmen An Oral History from Mount Kenya. University of California Press. ISBN:978-0-520-08615-9. مؤرشف من الأصل في 2008-10-07. اطلع عليه بتاريخ 2011-06-28.
- Mahaney, W.C. (1990). Ice on the Equator. Ellison Bay, Wisconsin, U.S.A: Wm Caxton Ltd. ISBN:0-940473-19-4. A full survey of the long glacial and periglacial reconstructive history of Mt. Kenya, its geological and environmental settings, sequences of paleosols (ancient soils) and their significance in understanding the multiplicity of glaciations.

## وصلات خارجية
- "Mount Kenya National Park/Natural Forest". UNESCO World Heritage Centre. 2011. مؤرشف من الأصل في 2019-09-03. اطلع عليه بتاريخ 2011-06-28.
- "Mount Kenya Trust". Mount Kenya Trust. 2006. مؤرشف من الأصل في 2019-05-19. اطلع عليه بتاريخ 2011-06-28.
- "Mt. Kenya National Park". Kenya Wildlife Service. 2011. مؤرشف من الأصل في 2015-06-17. اطلع عليه بتاريخ 2011-06-28.